# Бичева
Бичева́ (укр. Бичева) — село в Любарском районе Житомирской области, Украина.
Занимает площадь 23,884 км². Население по переписи 2001 года составляет 681 человек.
Код КОАТУУ — 1823180801. Почтовый индекс — 13153. Телефонный код — 4147.

## Адрес местного совета
13153, Житомирская область, Любарский р-н, с. Бичева, ул. Леси Украинки, 3.